# 日枝神社 (東京都北区十条仲原)
日枝神社（ひえじんじゃ）は、東京都北区の神社。

## 歴史
1689年（元禄2年）に創建された。かつては、周辺に八幡神社や御嶽神社があったというが、現存していない。
境内には庚申塔が納められた祠がある。1676年（延宝4年）のもので、青面金剛像が彫られている。
1975年（昭和50年）、北区の広報誌『北区ニュース』で「区内石造文化」の特集が組まれたのを契機に、昭和初年以降中絶していた庚申講が復活した。
現在は、年6回庚申の日に庚申祭が開かれている。「お小遣いに不自由しない」というご利益があるという。

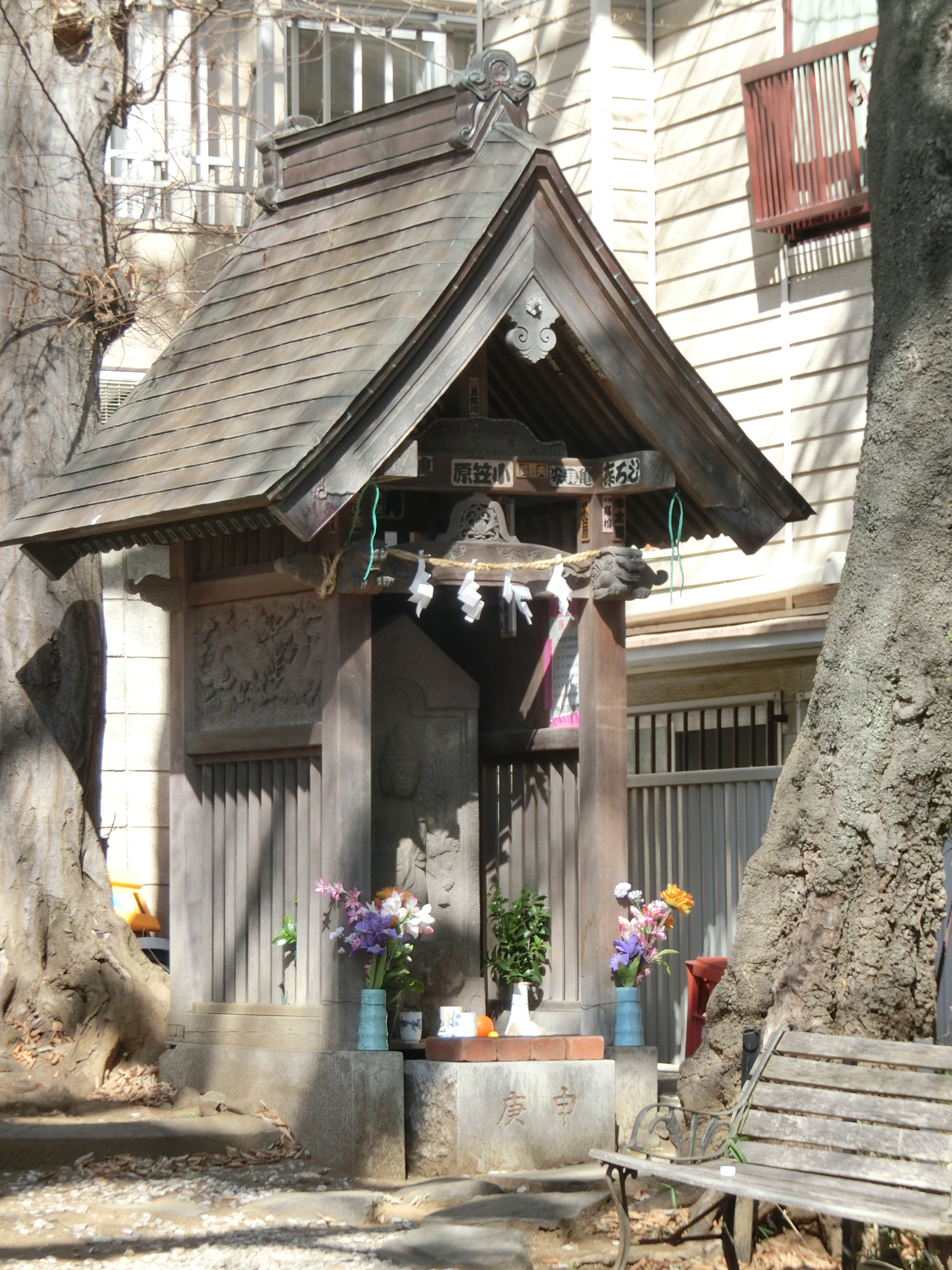
庚申塔

## 交通アクセス
- 十条駅より徒歩8分。